# Ennedi
Ennedi to wyżyna w środkowej części Sahary w Czadzie. Leży w bardzo suchym klimacie i większą jej część pokrywają pustynie. Pocięta jest gęstą siecią wadi. Występuje tu roślinność sucholubna.
Ennedi stanowi jedną z naturalnych granic Kotliny Czadu. Najwyższym szczytem jest Basso o wysokości 1450 m n.p.m. Od północy wyżyna ograniczona jest depresją Mourdi, od zachodu pustynią Erg du Djourab, od południa wyżyną Wadaj, a od wschodu pustyniami północnego Sudanu.
Ennedi jest kompleksem piaskowców o powierzchni ok. 40.000 km², wystawionym ze wszystkich stron na erozyjne działanie wiatru, docierającego także do głębokich kanionów wyżyny. Region Ennedi jest szczególnie interesujący dla geologów, ponieważ składa się z osadów praoceanu. Występują tu także zjawiska krasowe, charakterystycznie kształtujące krajobraz.
W obszarze wyżyny Ennedi natrafiono na prehistoryczne petroglify i malowidła naskalne. Pozwalają one wyciągnąć wnioski co do bogatej flory i fauny w wilgotniejszym okresie przed pojawieniem się pustyni. Świadczą one także o długiej historii osadnictwa ludzkiego na tym terenie.
W oazach wyżyny uprawia się zboża i palmę daktylową. Na gospodarkę wyżyny składa się koczownicze pasterstwo wielbłądów, owiec oraz kóz.
W 2016 roku masyw Ennedi wpisano na listę światowego dziedzictwa UNESCO jako dziedzictwo mieszane kulturowo-przyrodnicze.

## Galeria

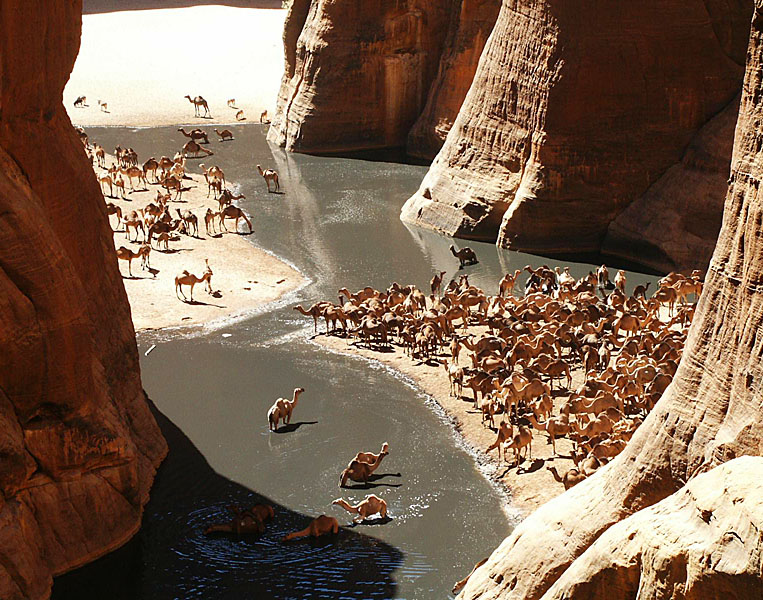
Wielbłądy w Guelta d'Archei
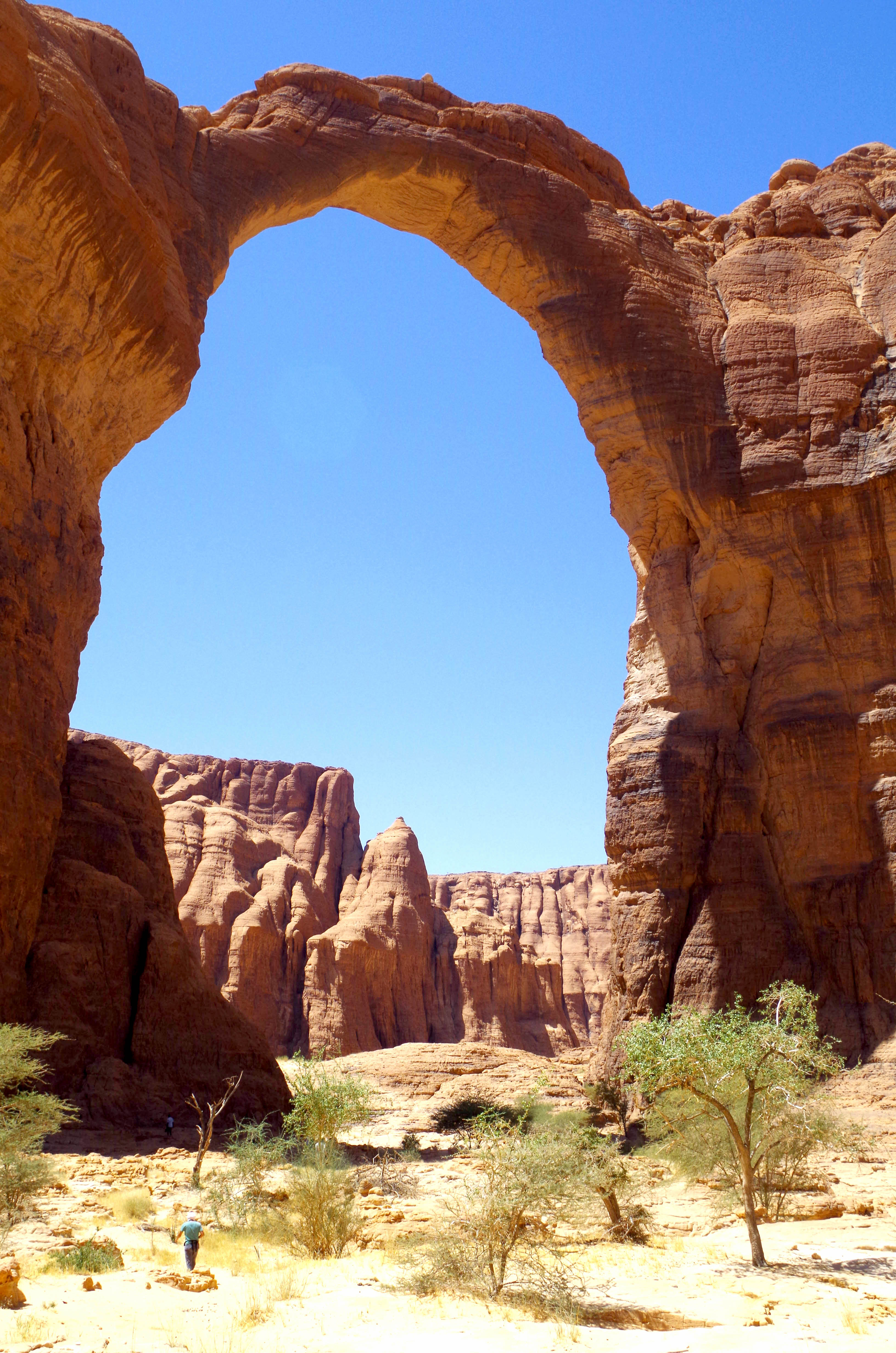
Arche d'Aloba